# Aconogonon chlorochryseum
Aconogonon chlorochryseum är en slideväxtart som först beskrevs av M. Ivan., och fick sitt nu gällande namn av J. Soják. Aconogonon chlorochryseum ingår i släktet sliden, och familjen slideväxter. Inga underarter finns listade i Catalogue of Life.